# Brooklyn Affairs
Pour plus de détails, voir Fiche technique et Distribution.
Brooklyn Affairs (titre original : Motherless Brooklyn) est un film américain écrit et réalisé par Edward Norton et sorti en 2019. Il s'agit d'une adaptation du roman Les Orphelins de Brooklyn (Motherless Brooklyn) de Jonathan Lethem, qui s'inspire également de l'urbaniste controversé Robert Moses.

## Synopsis
À New York, dans les années 1950, Lionel Essrog (Edward Norton) est un détective privé atteint du syndrome de Gilles de La Tourette. Il enquête seul, quoique un peu aidé par ses acolytes sur le meurtre de son unique ami et mentor, Frank Minna (Bruce Willis). Grâce à quelques indices et surtout à son esprit obsessionnel, Lionel parvient à découvrir des secrets qui auront des conséquences sur la ville de New York. Il va devoir affronter l'homme le plus puissant de la ville.

## Fiche technique
- Titre original : Motherless Brooklyn
- Titre français : Brooklyn Affairs
- Réalisation : Edward Norton
- Scénario : Edward Norton, d'après le roman Les Orphelins de Brooklyn (Motherless Brooklyn) de Jonathan Lethem
- Direction artistique : Michael Ahern
- Décors : Beth Mickle
- Costumes : Amy Roth
- Photographie : Dick Pope
- Montage : Joe Klotz
- Musique : Daniel Pemberton
- Production : Michael Bederman, Bill Migliore, Daniel Nadler, Edward Norton, Gigi Pritzker, Rachel Shane et Robert F. Smith
- Sociétés de production : Warner Bros. Pictures, Class 5 Films et MWM Studios
- Société de distribution : Warner Bros. (États-Unis, France)
- Budget : 26 millions de dollars
- Pays d'origine :  États-Unis
- Langue originale : anglais
- Format : couleur
- Genre : Drame, historique et néo-noir[1]
- Durée : 144 minutes
- Dates de sortie[2] :
  - États-Unis : 30 août 2019 (festival du film de Telluride) ; 1er novembre 2019 (sortie nationale)
  - France : 4 décembre 2019

## Distribution
- Edward Norton (VF : Damien Boisseau) : Lionel Essrog
- Bruce Willis (VF : Patrick Poivey) : Frank Minna
- Gugu Mbatha-Raw (VF : Fily Keita) : Laura Rose
- Alec Baldwin (VF : Bernard Lanneau) : Moses Randolph
- Willem Dafoe (VF : Éric Herson-Macarel) : Paul Randolph, frère de Moses
- Bobby Cannavale (VF : Jérémie Covillault) : Tony Vermonte
- Cherry Jones (VF : Annie Le Youdec) : Gabby Horowitz
- Michael K. Williams (VF : Daniel Lobé) : l'homme à la trompette
- Leslie Mann (VF : Rafaèle Moutier) : Julia Minna, épouse de Frank
- Ethan Suplee : Gilbert Coney
- Dallas Roberts (VF : Tanguy Goasdoué) : Danny Fantl
- Josh Pais : William Lieberman
- Robert Wisdom : Billy Rose
- Fisher Stevens : Lou

## Production

### Genèse et développement
Edward Norton a tenté de produire ce projet de film depuis 1999, année de parution du livre dont il s'inspire, sans clairement envisager d'en être le réalisateur. En février 2014, le projet est relancé et Edward Norton est également confirmé comme réalisateur. 
Le scénario est inspiré du roman Les Orphelins de Brooklyn (Motherless Brooklyn) de Jonathan Lethem publié en 1999. Edward Norton, qui signe également le scénario, a préféré situer l'intrigue dans les années 1950 (au lieu de 1999 pour le roman) car selon lui « c'est une période au cours de laquelle les choses changeaient. On associe souvent New York à une ville libérale, progressiste et cosmopolite. Mais dans les années 1950, il y avait énormément d'anti-démocratie, de racisme, ce qui a eu un important impact sur le reste du siècle, jusqu'à aujourd'hui. Et je crois que choisir cette période m'a permis d'évoquer ce qui se passe aujourd'hui sans en parler directement ».
Par ailleurs, Edward Norton explique avoir été très intéressé par la maladie de Gilles de La Tourette dont souffre le personnage principal : « Je m'intéresse à cette maladie depuis des années et il y a d'excellents documentaires sur les gens qu'elle touche. Ce qui a vraiment été libérateur si l'on peut dire, et qui sera confirmé par les malades de la Tourette, c'est qu'elle est différente pour chacun. Elle est individuelle, elle n'a pas qu'une seule façon de s'exprimer, donc vous ne pouvez pas mal la représenter. Je dirais qu'il m'a fallu développer une compréhension, un sens de ce que ma propre combinaison de détails allait être. Honnêtement, cela a dû prendre deux ans » .

### Attribution des rôles
Une majeure partie de la distribution est annoncée en février 2018, lors du début du tournage. Le réalisateur-scénariste Edward Norton est ainsi entouré de Bruce Willis, Gugu Mbatha-Raw, Willem Dafoe, Leslie Mann ou encore Alec Baldwin. Bobby Cannavale et Dallas Roberts les rejoignent quelques semaines plus tard.

### Tournage
Le tournage débute en février 2018 à New York. Il se déroule notamment à Harlem et à Washington Square Park. Le 22 mars, un incendie touche un immeuble dans lequel la production est implantée, non loin des lieux de tournage. Le pompier Michael R. Davidson du Fire Department of the City of New York est tué. Le tournage est alors stoppé et ne reprend qu'une semaine plus tard ,. Des scènes additionnelles sont tournées en décembre 2018 à Troy dans l'État de New York.

### Musique
La musique du film a été confiée au compositeur Daniel Pemberton. Ses sonorités sont volontairement jazzy, à la fois parce que l'histoire se déroule dans le New York des années 50, mais aussi parce que, selon Edward Norton : « Si le syndrome de Tourette était un style, ce serait du be-bop ! ».
La chanson Daily Battles a été spécialement composée pour le film par Thom Yorke de Radiohead, ami personnel du réalisateur. Elle est interprétée deux fois, d'abord par l'auteur et son compagnon de groupe Atoms For Peace, Flea, puis arrangée et interprétée par Wynton Marsalis, également ami de longue date d'Edward Norton.

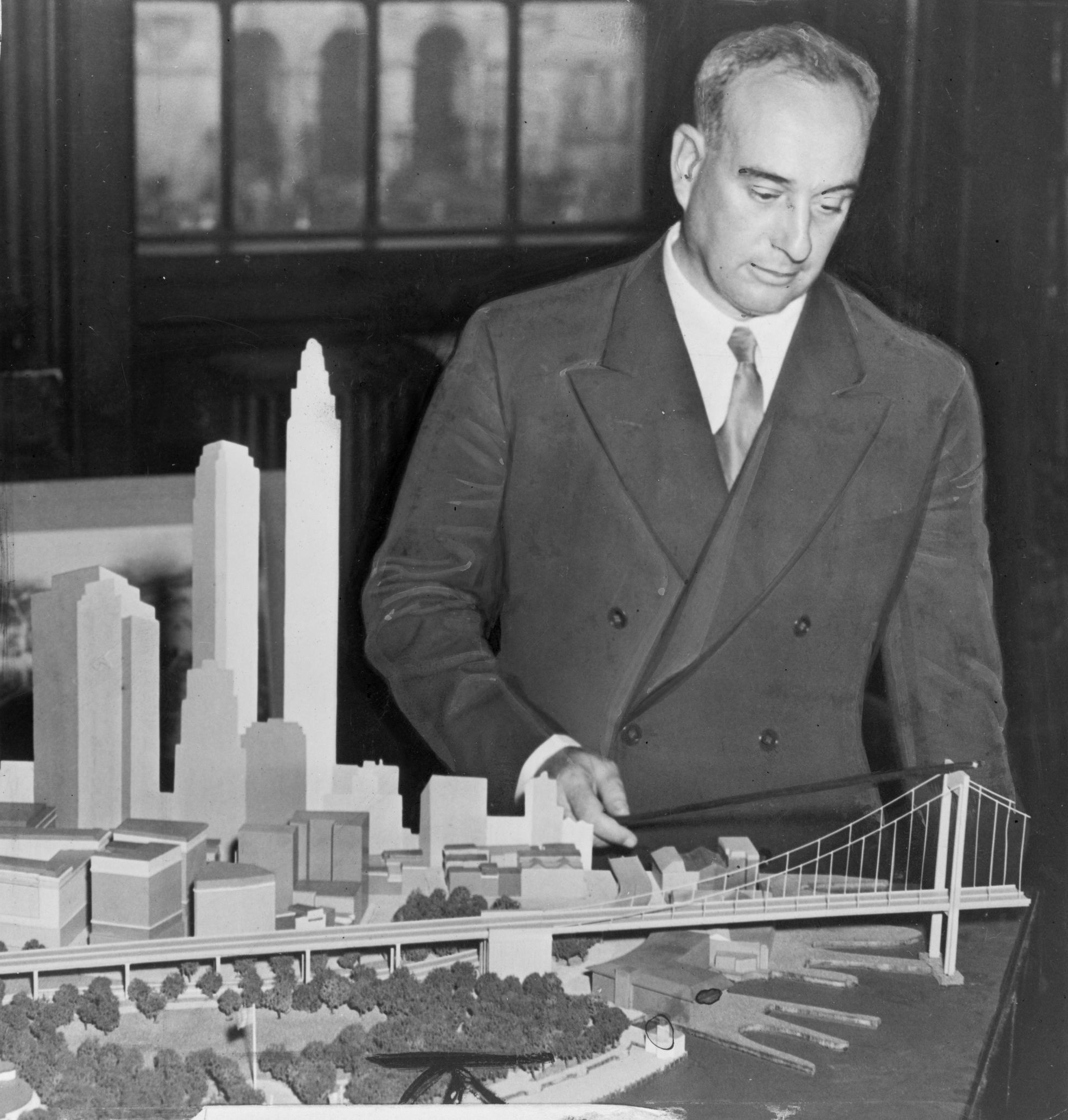
Robert Moses, l'urbaniste dont s'inspire le personnage de Moses Randolph.

## Accueil

### Critiques
Le film a été globalement très apprécié de la presse, il obtient une moyenne de 3,8/5 sur Allociné. 
GQ a beaucoup aimé le film : « À 50 ans, Edward Norton réalise son second film, Brooklyn Affairs. Un polar indé subtilement mené dans un New York sombre à souhaits. On adore. »
La Croix n'a pas du tout aimé le film, même si le journal lui trouve quelques points positifs « Si la narration impose trop d’inutiles détours, Brooklyn affairs recèle à l’évidence une sincérité aux échos très actuels dans sa dénonciation des politiques menées par le pouvoir à l’encontre des minorités. ».

### Box-office
| Pays ou région    | Box-office      | Date d'arrêt du box-office | Nombre de semaines |
| ----------------- | --------------- | -------------------------- | ------------------ |
| États-Unis Canada | 9 277 736 $     | 19 décembre 2019           | 7                  |
| France            | 382 157 entrées | 28 janvier 2020            | 8                  |
| Total mondial     | 18 477 736 $    | -                          | -                  |

## Distinction
- Golden Globes 2020 : nomination au Golden Globe de la meilleure musique de film

## Analyse

### Message politique sur l'urbanisme
Pour le personnage de Moses Randolph, incarné par Alec Baldwin, Edward Norton s'inspire directement de l'urbaniste controversé Robert Moses. Ce dernier, qui n'a jamais été élu à une fonction publique, est l'artisan de la rénovation à marche forcée de New York entre 1930 et 1970. Ses réalisations en faveur de la voiture plutôt que des réseaux de transport public, dont dépendaient les classes défavorisées, ont entraîné la destruction de nombreux quartiers traditionnels.
Edward Norton connaît la question du logement dans la mesure où, à sa sortie de l'université de Yale, il est d'abord allé travailler dans la fondation de son grand-père maternel, James Rouse (en), grand promoteur immobilier, urbaniste et philanthrope. Selon Norton, celui-ci est l'exact opposé de Robert Moses. Il a notamment fondé la ville de Columbia dans le Maryland, forme d'utopie où les races, les religions, les classes se mêlaient.